# Ortaköy (Estambul)

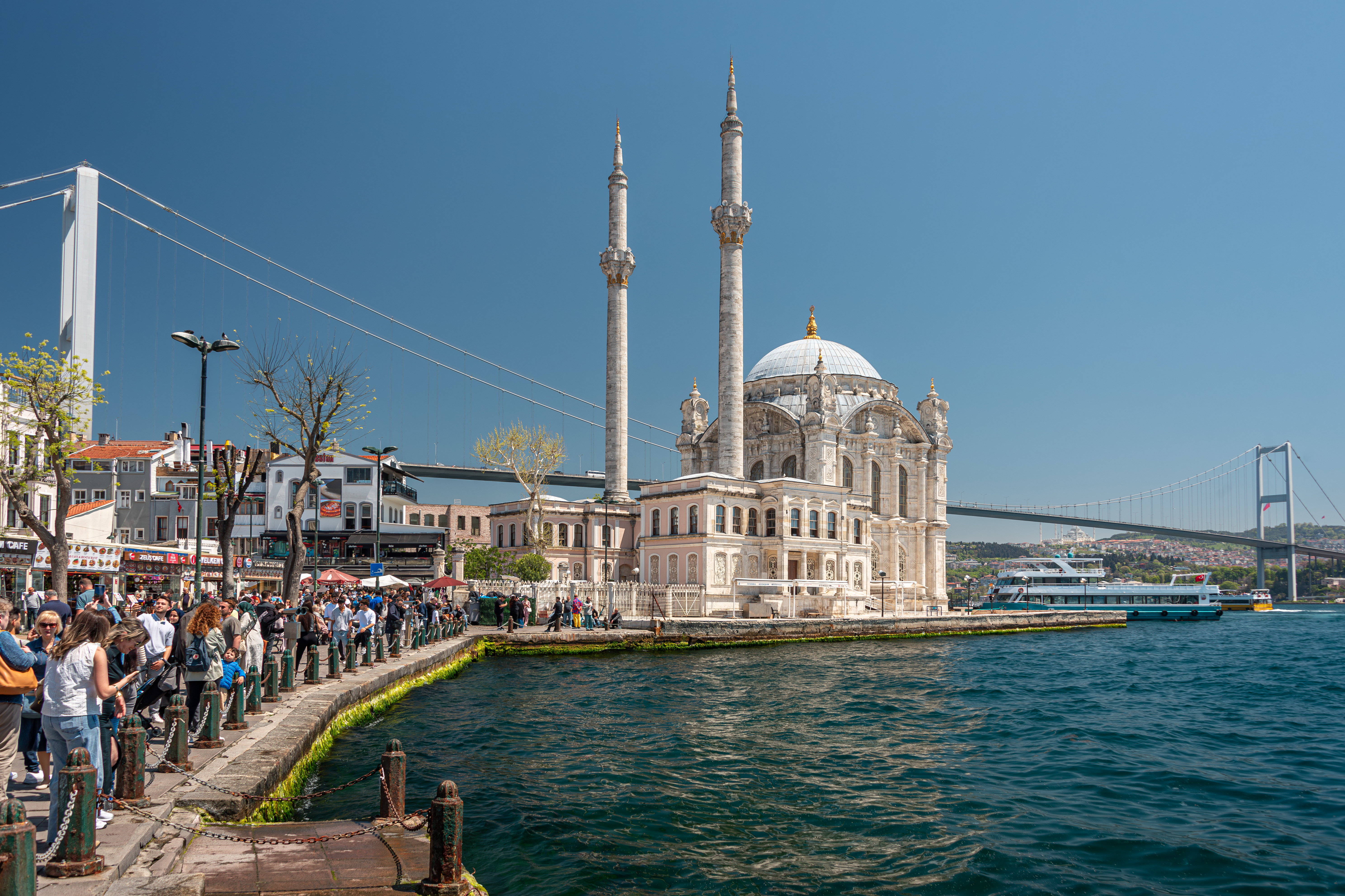
Vista de la neobarroca Mezquita de Ortaköy junto al Bósforo, desde el embarcadero de Ortaköy.

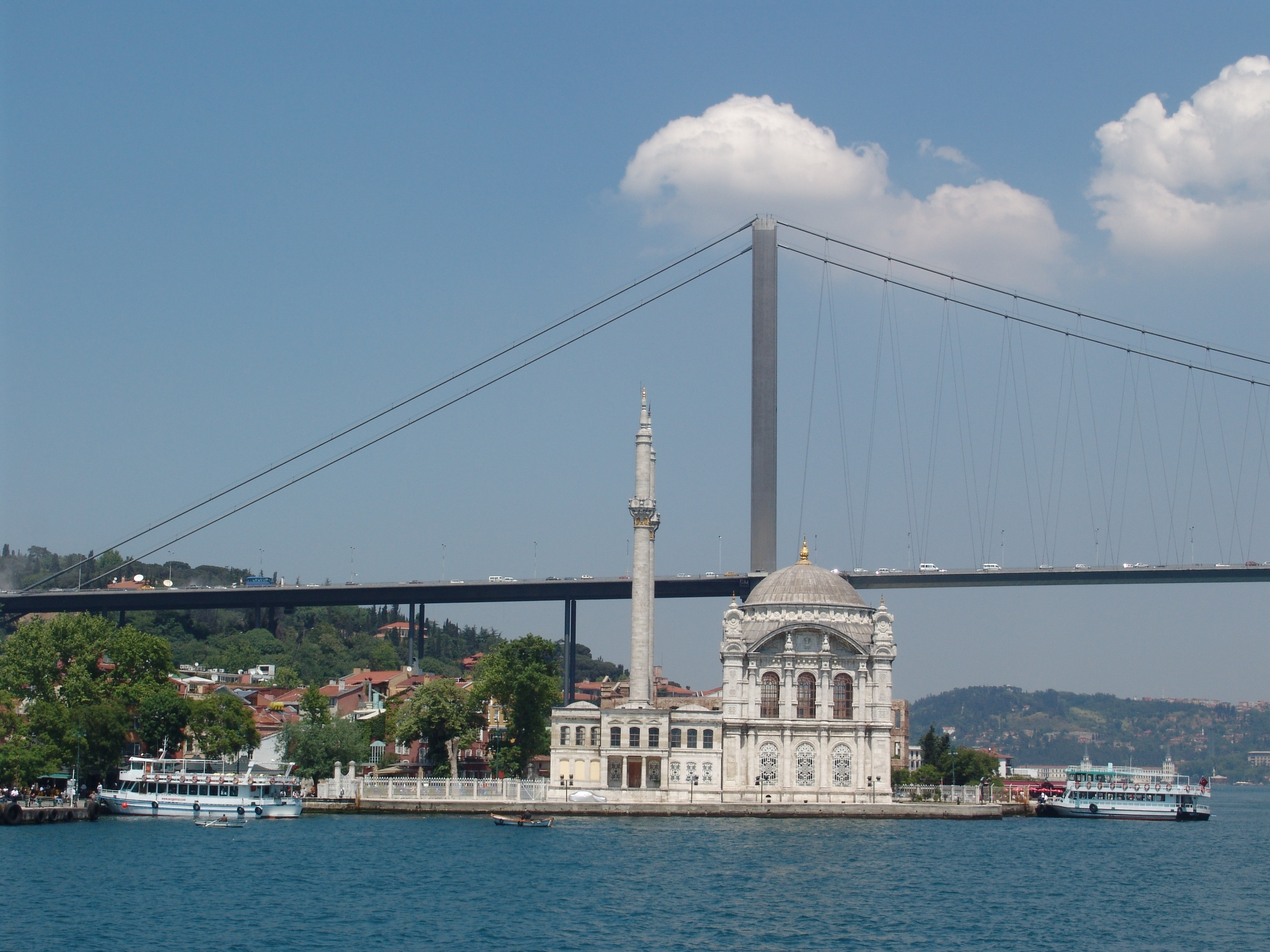
La Mezquita de Ortaköy y el Puente del Bósforo.

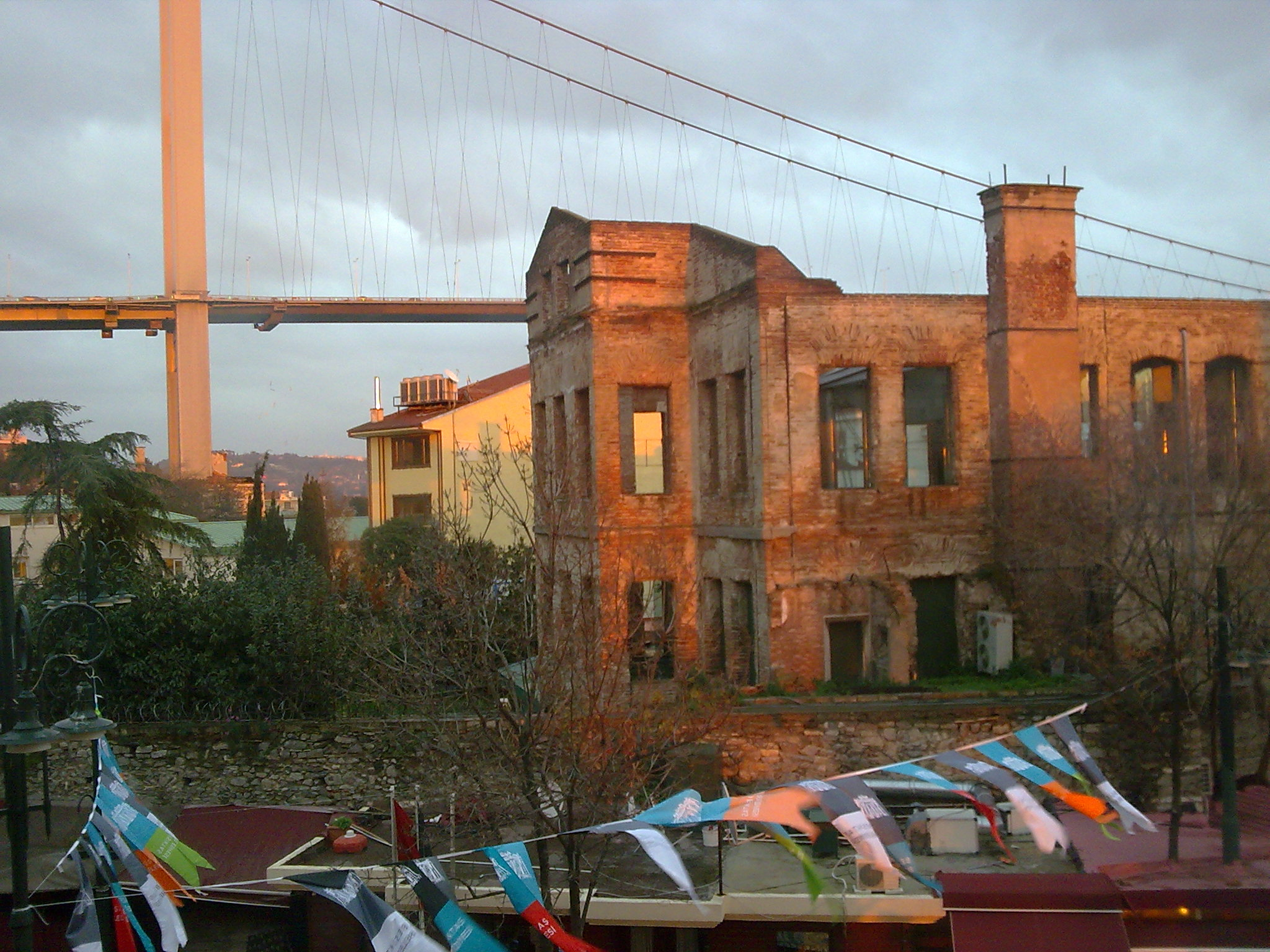
El sol reflejándose en la Mansión Esma Sultan (1875) en Ortaköy, cerca del Puente del Bósforo. Este yalı de época otomana, que fue regalado a Esma Sultan como regalo de boda por su padre, el sultán Abdülaziz I, fue gravemente dañado por un incendio en 1975. Fue renovada en la década de 1990 por The Marmara Hotels y abrió en 2001 como una sala de eventos. El aspecto exterior del edificio histórico calcinado no fue modificado, creando un interesante contraste con su interior moderno.

Ortaköy (literalmente «pueblo del centro» en turco), conocido en griego como Agios Fokas (Άγιος Φωκάς) durante la época bizantina y posteriormente como Mesachorion (Μεσαχώριον, literalmente «pueblo del centro»), es un barrio, antiguamente un pequeño pueblo, situado en el distrito de Beşiktaş de Estambul (Turquía), en el centro de la orilla europea del Bósforo.
Ortaköy era una zona cosmopolita durante la época otomana y las primeras décadas de la República Turca, contando con importantes comunidades de turcos, griegos, armenios y judíos. En la actualidad el barrio sigue albergando edificios religiosos de muchas confesiones diferentes (musulmana, judía, ortodoxa y otras cristianas). También es un lugar popular para los locales y los turistas, debido a sus numerosas galerías de arte, discotecas, cafeterías, bares y restaurantes.
La Mezquita de Ortaköy, de estilo neobarroco, es una estructura hermosamente decorada situada en el embarcadero de Ortaköy, bordeando las aguas del Bósforo, y por tanto es muy visible desde los barcos que atraviesan el Bósforo.
En Ortaköy se encuentran varias escuelas prestigiosas, como el Kabataş Erkek Lisesi y la Universidad de Galatasaray. También se encuentra en este barrio la torre europea del Puente del Bósforo, uno de los tres puentes que conectan los lados europeo y asiático de Estambul. Además de bonitas cafeterías con vistas del Bósforo, como la Ortaköy Kahvesi, y numerosos pubs y restaurantes cerca del muelle de ferries, Ortaköy también alberga algunas de las mejores discotecas costeras de Estambul, como Sortie o Anjelique.
Ortaköy fue el lugar en el que George W. Bush dio su discurso durante la Cumbre de la OTAN de 2004, que pronunció en la Universidad de Galatasaray.

## Historia
Ortaköy desempeñó un papel importante en la vida diaria de la ciudad durante las épocas bizantina y otomana. En el siglo xvi, el sultán otomano Solimán el Magnífico animó a los turcos a que se mudaran a Ortaköy, lo que supuso el inicio de la presencia turca en el barrio. Uno de los edificios más antiguos de Ortaköy son los baños turcos construidos por el famoso arquitecto otomano Mimar Sinan en 1556.
La famosa Mezquita de Ortaköy, situada en el embarcadero del barrio, fue construida originalmente en el siglo xviii. Posteriormente, en el siglo xix, entre 1854 y 1856, se construyó la mezquita actual, encargada por el sultán Abdülmecit I y diseñada por los arquitectos Garabet Amira Balyan y Nigoğayos Balyan (padre e hijo) en estilo neobarroco.
En 1871, el sultán Abdülaziz I construyó el Palacio de Çırağan en Ortaköy, donde vivió durante algún tiempo. Posteriormente, este palacio fue usado como edificio del Parlamento Otomano hasta que fue dañado gravemente por un incendio en 1910. El palacio fue reparado y restaurado en la década de 1980 y actualmente alberga uno de los hoteles más lujosos de Estambul, el Çırağan Palace Kempinski Istanbul Hotel.
El famoso arquitecto alemán Bruno Taut vivió en una casa en Ortaköy que había diseñado él mismo, que reflejaba su vida en el exilio combinando los estilos arquitectónicos japoneses y europeos.
La antigua población cosmopolita de Ortaköy empezó a desaparecer con la emigración de las minorías no musulmanas. Tras la fundación del Estado de Israel en 1948, la población judía disminuyó rápidamente. El Pogromo de Estambul de 1955 provocó la emigración de muchos miembros de grupos minoritarios de Estambul, incluidos los griegos y armenios de Ortaköy. En la actualidad hay muy pocos no musulmanes en el barrio.
El 1 de enero de 2017, Ortaköy fue el escenario de un mortífero atentado terrorista en la discoteca Reina, donde cientos de personas estaban celebrando el año nuevo. La discoteca fue cerrada y demolida en mayo de 2017.